# C. H. Greenblatt

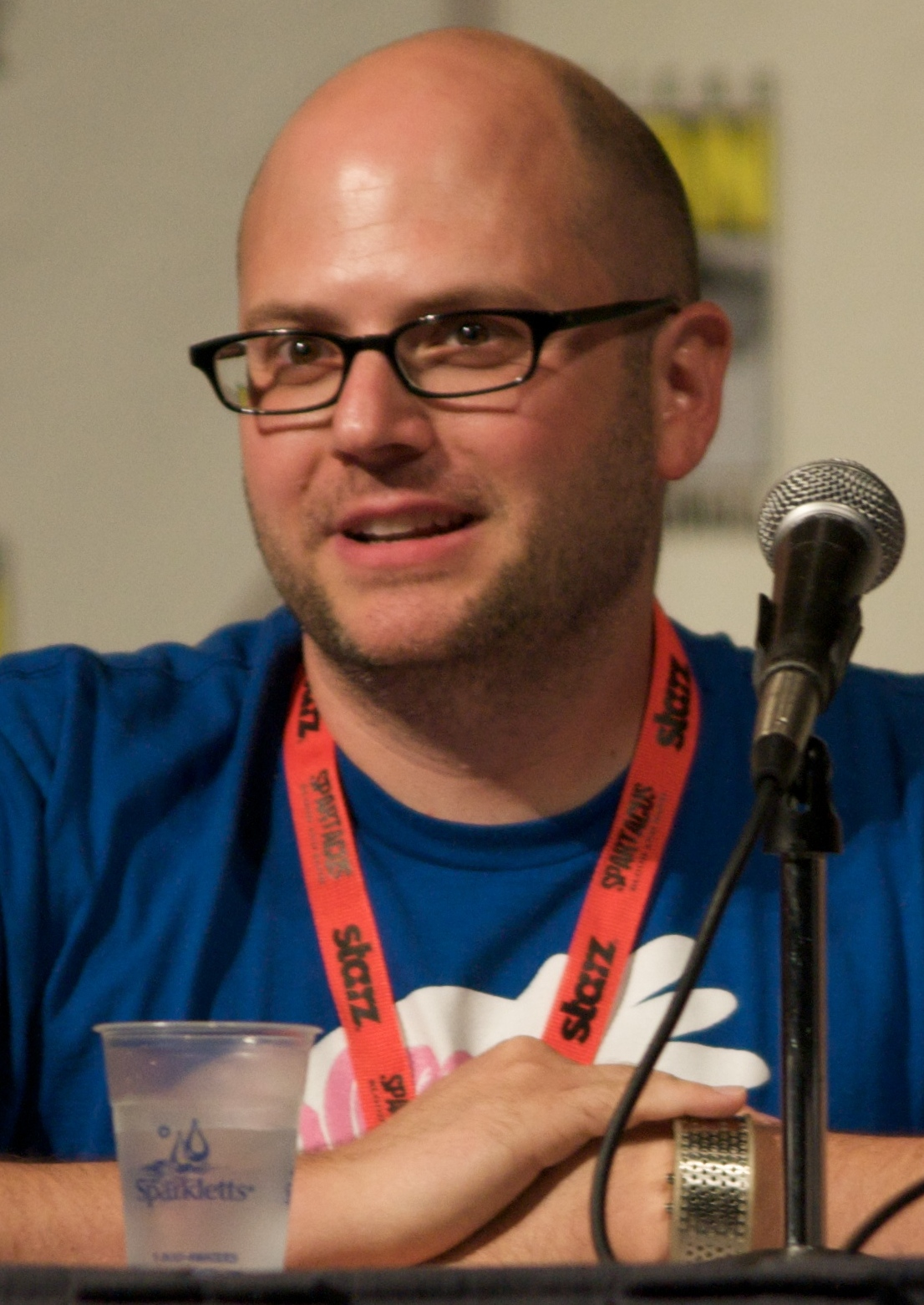
C. H. Greenblatt (2009)

Carl H. Greenblatt (* 17. Juni 1972) ist ein US-amerikanischer Animator und der Erfinder der Zeichentrick-Figur Chowder. Des Weiteren war er auch Storyboard-Zeichner bei der Zeichentrickserie SpongeBob Schwammkopf und hatte dort eine Synchronrolle.

## Filmografie
- 1999: SpongeBob Schwammkopf
- 2007: Chowder
- 2015: Harvey Beaks